# Liphanthus inornatus
Liphanthus inornatus is een vliesvleugelig insect uit de familie Andrenidae. De wetenschappelijke naam van de soort is voor het eerst geldig gepubliceerd in 2008 door Vivallo.